# 181
Évszázadok: 1. század – 2. század – 3. század
Évtizedek: 130-as évek – 140-es évek – 150-es évek – 160-as évek – 170-es évek – 180-as évek – 190-es évek – 200-as évek – 210-es évek – 220-as évek – 230-as évek
Évek: 176 – 177 – 178 – 179 –  180 – 181 – 182 – 183 – 184 – 185 – 186

## Események

### Római Birodalom
- Commodus császárt és Lucius Antistius Burrust választják consulnak.

## Születések
- Han Hszien-ti, kínai császár
- Csu-ko Liang, kínai politikus

## Halálozások
- Aelius Aristides, görög szónok

## Fordítás
- Ez a szócikk részben vagy egészben  a(z)   181 című angol Wikipédia-szócikk ezen változatának fordításán alapul.  Az eredeti cikk szerkesztőit annak laptörténete sorolja fel. Ez a jelzés csupán a megfogalmazás eredetét és a szerzői jogokat jelzi, nem szolgál a cikkben szereplő információk forrásmegjelöléseként.